# Balsorano
Balsorano (Balz'rana in dialetto locale) è un comune italiano di 3 228 abitanti della provincia dell'Aquila in Abruzzo.

## Geografia fisica
(Richard Colt Hoare)
Il paese situato nella valle Roveto, a sud della Marsica, segna il confine geografico della regione Abruzzo con il Lazio. Si compone sostanzialmente di due borghi, Balsorano Vecchio situato in altura alle pendici del monte Cornacchia (catena montuosa degli Ernici), quasi del tutto abbandonato dopo il terremoto di Avezzano del 1915, e il nuovo nucleo urbano costruito più a valle lungo la strada statale 82 della Valle del Liri.
Il territorio comunale, attraversato dal corso del fiume Liri, confina a sud con Sora, a nord con San Vincenzo Valle Roveto, ad est con l'area del parco nazionale d'Abruzzo, Lazio e Molise, infine a ovest con Veroli.

## Origini del nome
Lo stemma raffigurante un braccio teso che con la mano stringe delle spighe di grano restituisce l'ipotesi etimologica inverosimile che il toponimo derivi da "Balzo del Grano". Molto probabilmente, però, il nome del paese deriverebbe dall'alterazione linguistica della denominazione medievale della "Vallis Soranae", località in valle Roveto confinante con la città di Sora. Nei documenti più antichi il luogo è identificato come Valsoranum, in altri scritti medievali appare come Balzaranum da cui il nome dialettale "Balzarano" (pronuncia [balzˈrana]).

## Storia

Foto in bianco e nero del castello Piccolomini

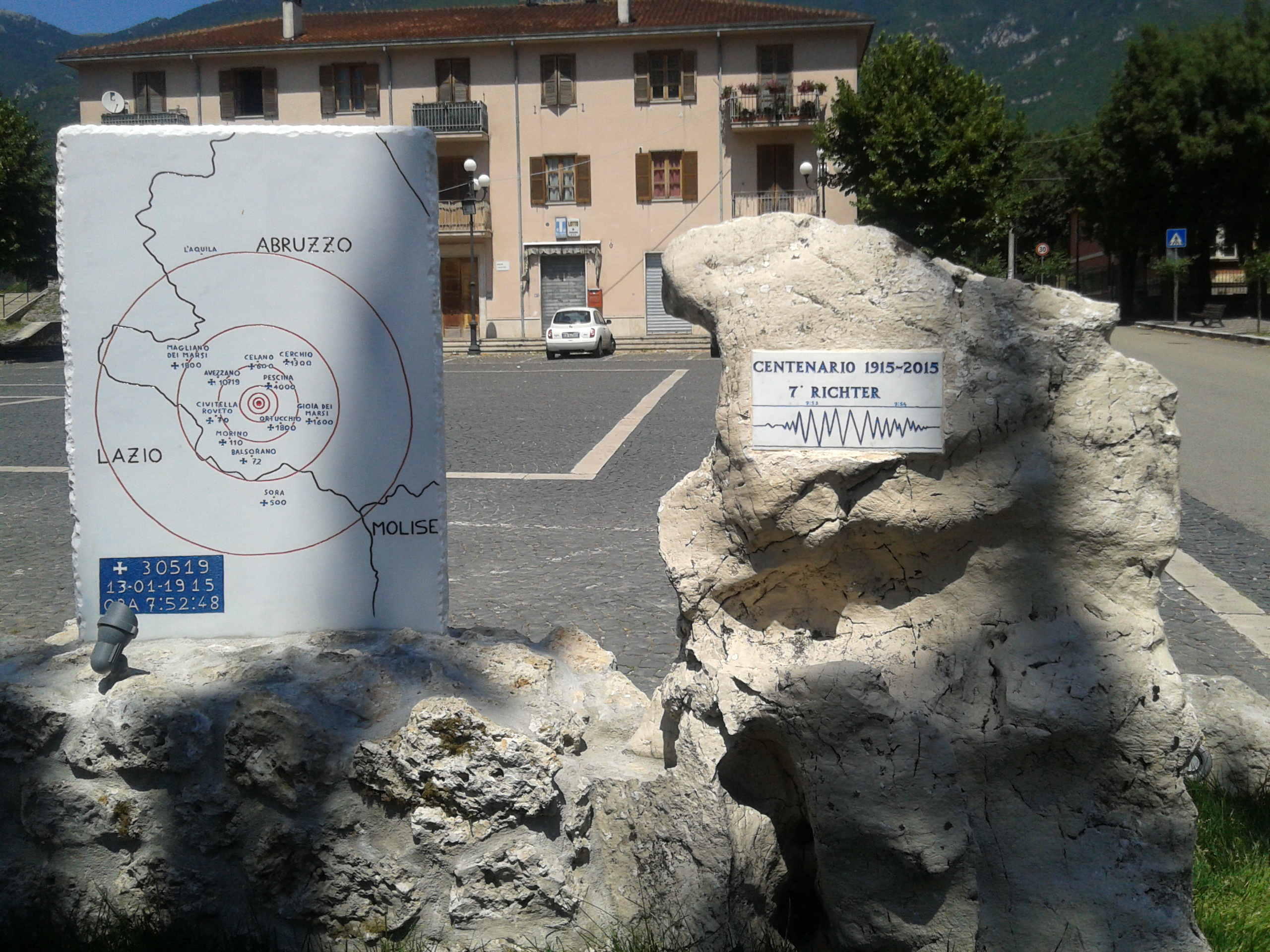
Monumento commemorativo del terremoto della Marsica del 1915

Balsorano, anticamente collocato a sud di Antinum e confinante con la città volsca di Sora, appare chiaramente citato in alcuni documenti storici ed ecclesiastici già a partire dal X secolo, anche grazie alla frequente presenza in zona dei monaci benedettini.
Nell'XI secolo il monastero benedettino di San Nicola o San Nicolao di Valle Sorana risultò un possedimento diretto dell'abbazia di Montecassino talmente importante da comparire sui battenti della sua porta bronzea, fatta costruire nel 1065 dall'abate Desiderio. Nel 1089 vi si stabilì la corte dei conti dei Marsi, tanto che il centro antico divenne uno dei nuclei amministrativi del dominio feudale marsicano.
Nel catalogo dei Baroni del XII secolo Balsorano è indicata come "feudo di quattro soldati". Agli inizi del XIV secolo fu inclusa nella contea di Albe, successivamente passò alla contea di Celano. Dal XIII al XV secolo, dunque, la storia di Balsorano si identificò con quella delle contee marsicane. Dopo la sconfitta di Ruggero Accrocciamuro nel 1463 la signoria di Balsorano passò in feudo ad Antonio Todeschini Piccolomini. 
Tra il 1463 e il 1470 Ruggero si rifugiò a Balsorano, da dove guidò la resistenza ai Piccolomini, nella speranza di riottenere il contado perso. Successivamente l'Accrocciamuro lasciò Balsorano per trasferirsi in Francia, dove si fermò per alcuni anni. La valle Roveto nel frattempo venne acquisita dai Piccolomini. Nella notte tra il 23 e il 24 luglio 1654 il territorio fu colpito dal disastroso terremoto di Sora di magnitudo stimata pari a 6.3. Intorno al Settecento, dopo il dominio dei Piccolomini, la baronia balsoranese, unitamente al castello, passò sotto il controllo della nobile famiglia dei Testa, della quale l'ultimo barone fu Tiberio Testa. Nella metà del XIX secolo le terre furono vendute al francese Carlo Lefebvre de Clunières, fondatore dell'industria meccanica nella valle del Liri e delle cartiere del Fibreno, nominato nel 1854 primo conte di Balsorano da Ferdinando II delle Due Sicilie. Successivamente i possedimenti passarono sotto il controllo del figlio Ernesto (o Francesco Ernesto) e del figlio di Flavia Lefebvre e di Don Pedro Alvarez de Toledo, marchese spagnolo di Casafuerte, dopo la loro morte. In questo periodo furono effettuati importanti lavori di miglioramento architettonico ed estetico del castello.
Elevato a comune autonomo agli inizi del XIX secolo, in seguito all'eversione feudale Balsorano comprese anche le frazioni di Rendinara, San Giovanni Valle Roveto e Roccavivi; la prima frazione nel 1816 passò sotto Civita d'Antino e, successivamente, sotto Morino, mentre le altre due passarono sotto l'amministrazione comunale di San Vincenzo Valle Roveto.
II 5 ottobre 1860 sostò in questo territorio il colonnello borbonico Theodor Friedrich Klitsche de la Grange impegnato nella spedizione in Abruzzo, mentre nel 1861 vi stazionarono in permanenza soldati piemontesi a cavallo, impegnati nella lotta contro il brigantaggio. L'occupazione durò almeno fino al 1868, anno in cui il generale Emilio Pallavicini soffocò le rivolte brigantesche.
In età contemporanea due sono stati gli eventi più importanti: la "Rivoluzione di Balsorano" del 1910, rivolta popolare contro le vessazioni dei potenti subite dagli abitanti del borgo vecchio e il terremoto di Avezzano del 1915. Il sisma causò qui particolari danni e numerose vittime. Il paese originario fu quasi completamente distrutto e successivamente ricostruito perlopiù a valle, come avvenne per molti centri rovetani e marsicani.
Il primo maggio 1944, durante la seconda guerra mondiale, i fratelli Mario e Bruno Durante, due giovani partigiani, furono catturati a Meta di Civitella Roveto dalle squadre naziste e fatti sparire nel nulla. Si rifiutarono di rivelare l'esistenza di un loro fratello, Faustino, anch'esso partigiano, e non confessarono l'aiuto che la popolazione del borgo offrì ai prigionieri Alleati evasi dal campo di concentramento di Avezzano e da altri campi di prigionia abruzzesi. I fratelli furono uccisi dopo un mese di torture, probabilmente a Tagliacozzo. I loro corpi non furono mai più ritrovati. Ad entrambi è stata concessa la medaglia d'oro al merito civile. Il 4 giugno dello stesso anno, con i tedeschi già in ritirata, il territorio subì gravi danni a causa dei bombardamenti aerei degli Alleati.
Il 30 marzo 1963 sui monti Ernici, in località cima Serra Alta, avvenne una grave tragedia aerea. Il volo Itavia 703 effettuato con un aereo civile Douglas DC-3 partito dall'aeroporto di Pescara e diretto a quello di Roma-Ciampino si schiantò durante un forte temporale sulle montagne tra Balsorano e Sora. La causa dell'incidente sarebbe riconducibile al disorientamento del pilota e, forse, anche a problemi di natura tecnica. Non ci furono sopravvissuti, morirono cinque passeggeri e tre membri dell'equipaggio. Sul luogo dello schianto, dove è presente una parte del relitto dell'aereo, è stato realizzato un memoriale.
Il 24 agosto 1990 avvenne in località Case Castella di Ridotti l'omicidio di una bambina di sette anni. Il fatto di cronaca nera, che richiamò l'attenzione dei mass media nazionali, è noto come "delitto di Balsorano".

### Simboli
Lo stemma e il gonfalone sono stati concessi con decreto del presidente della Repubblica del 15 giugno 1995.
Il gonfalone è un drappo di rosso.

## Monumenti e luoghi d'interesse

### Architetture religiose

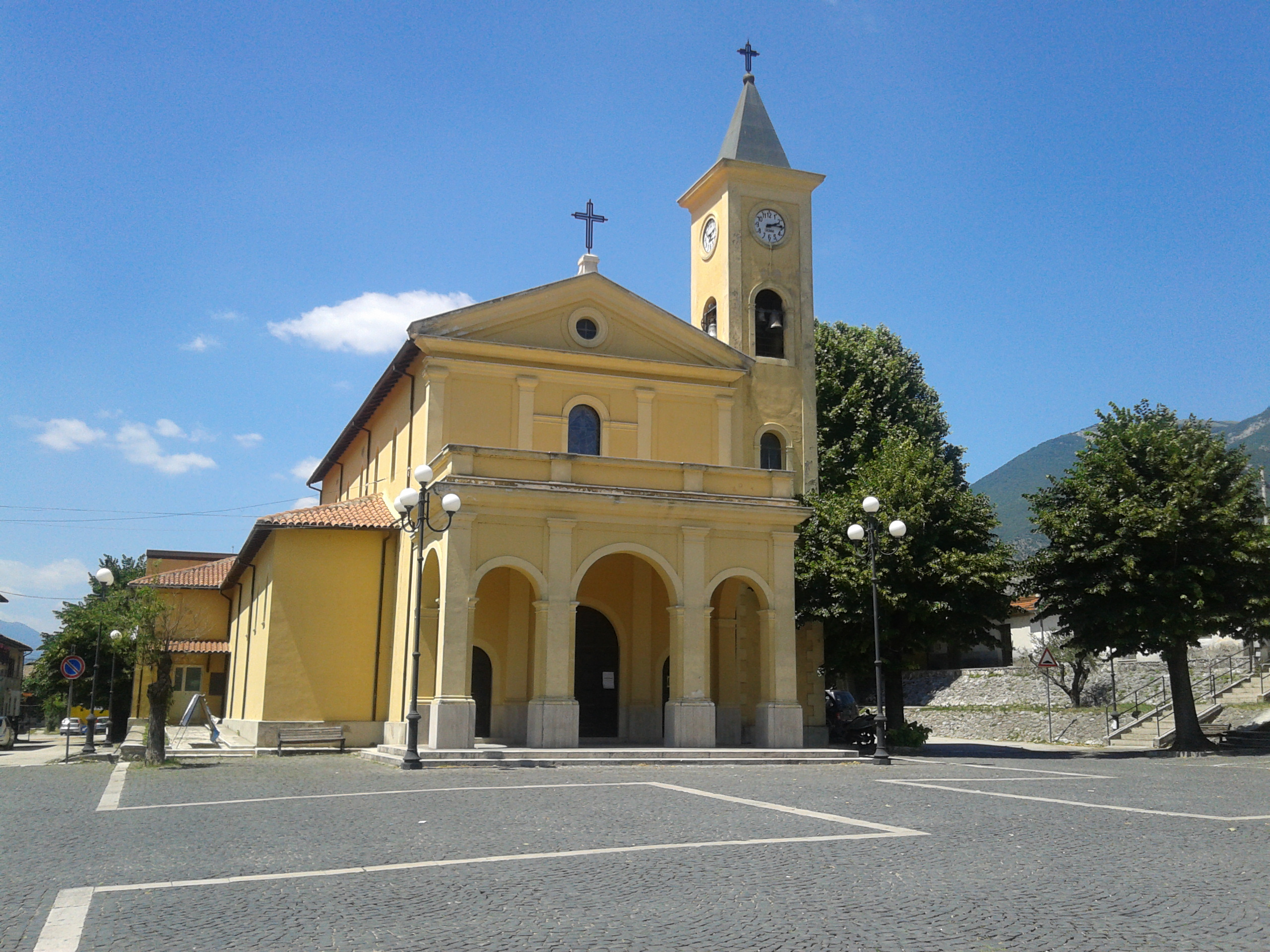
Chiesa della Santissima Trinità

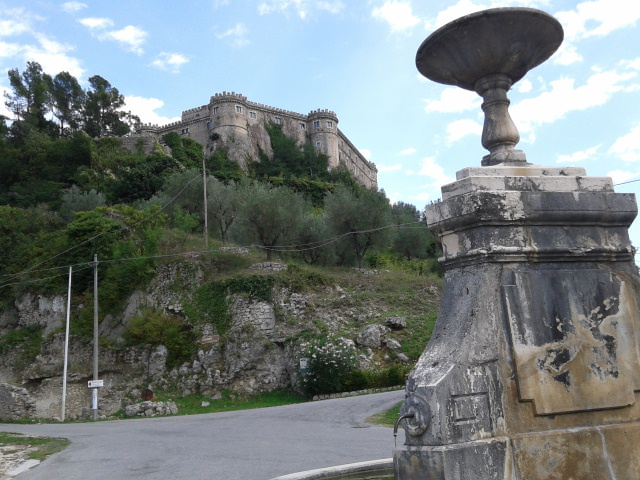
Castello Piccolomini e fontana di San Martino a Balsorano Vecchio

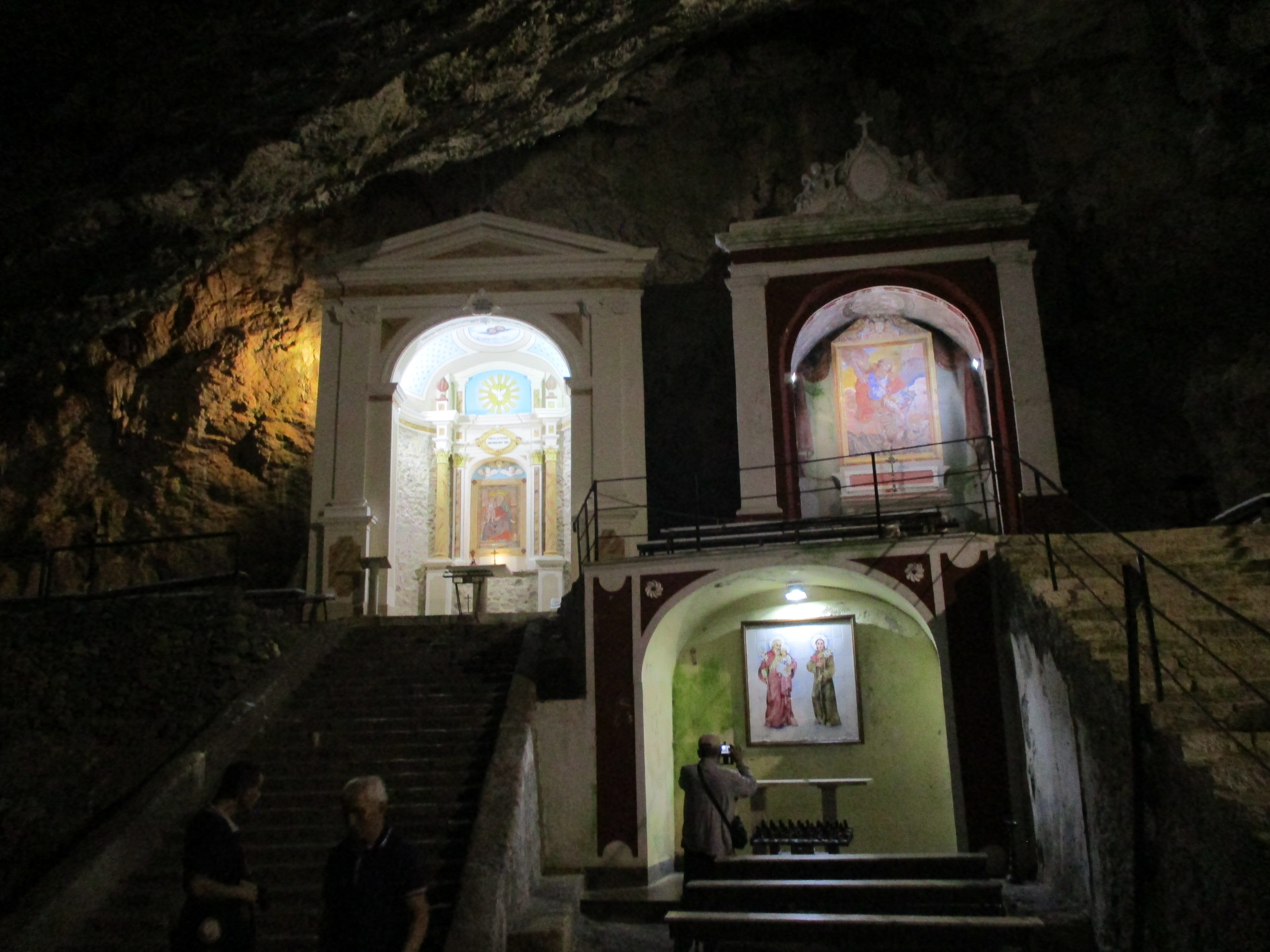
Le cappelle nella grotta di Sant'Angelo

- Chiesa della Santissima Trinità, costruzione moderna consacrata nel 1939 situata in piazza Scacchi a Balsorano Nuovo. Nel centro primordiale si trovava l'antica chiesa, crollata in seguito al terremoto del 1915. La piazza del paese vecchio fu abbellita nel 1870 con il collocamento della fontana di San Martino che fu spostata dal luogo in cui si trovava precedentemente[18][19].
- Chiesa di San Rocco a Balsorano Vecchio.
- Chiesa di Sant'Agata nella frazione di Collepiano.
- Chiesa Santa Maria dei Sassi nella frazione di Ridotti.
- Eremo di Sant'Angelo, santuario rupestre situato sul versante occidentale della Serra Lunga a 917 m s.l.m.
- Eremo di Sant'Onofrio, situato sull'omonimo vallone alle pendici del monte Breccioso.
- Eremo di San Giovanni Battista (San Janni) in località Solagna delle Riconche, sopra i casali Alfonsi. Marconi e il paese di Collepiano.
- Convento di San Francesco, i ruderi dell'originario convento sono situati in località Ara e montano Triàne; la struttura gravemente danneggiata dal terremoto del Sannio del 1688 e distrutta da quello del 1915 è stata ricostruita e, insieme alla chiesa, benedetta e inaugurata nel 1918[20][21].
- Ruderi della chiesa della Madonna delle Grazie situata in località Lazzaretto vicino al corso del fiume Liri, tra Balsorano e le località di Ridotti e Collepiano. Presenta una torre cilindrica, non distante da una torre quadrangolare i cui resti sono situati in località Le Starze[22][23].
- Resti della chiesa medievale di Santa Brigida a Balsorano Vecchio[24].
- Resti della chiesa hospitalis di Sant'Antonio, hospitale-ricovero i cui ruderi si trovano a Balsorano Vecchio.
- Edicola del vecchio crocifisso[25].

### Architetture civili
Asilo infantile RavennaEdificio realizzato dopo il terremoto della Marsica del 1915 dal comune di Ravenna. Ristrutturato nel 2022 è stato adeguato a centro polifunzionale.

### Architetture militari
Castello PiccolominiIl castello di Balsorano la cui costruzione ha avuto inizio per volere di Antonio Todeschini Piccolomini nel XV secolo, intorno al 1460, si presenta come un'imponente struttura in stile medievale-rinascimentale. Posto su un costone roccioso della valle Roveto è di pianta vagamente pentagonale ed è dotato di più porte d'accesso e di un ampio parco.

### Monumenti
- Monumento ai caduti della prima e della seconda guerra mondiale. Basamento modanato e stele sono collocati nel parco della Rimembranza[28].
- Fontana settecentesca di San Martino. Si caratterizza per lo stile barocco[19].
- Arco di San Martino a Balsorano Vecchio.

### Siti archeologici
Lungo l'antica via Sorana o via Marsicana, che da Balsorano Vecchio raggiungeva i centri di Civita d'Antino e Capistrello, è stato ritrovato un antico fregio d'armi. A Balsorano Vecchio, centro 
collocato a sud di Antinum e inclusoo in epoca romana nell'ager Soranus, sotto l'influenza del municipium di Sora, è emerso il blocco di un fregio d'armi antico, risalente al I secolo a.C., appartenente ad un contesto funerario. Il bassorilievo presenta una parma e due scute incrociate.

### Aree naturali
- Valle Roveto
- Liri
- Pizzo Deta
- Serra Lunga
- Grotta delle Riconche
- Rifugio e fontanile di monte Sambucito
- Parco della Rimembranza
- Parco pubblico attrezzato "Nico Mastropietro"

## Società

### Evoluzione demografica
Abitanti censiti

### Etnie e minoranze straniere
I cittadini stranieri residenti a Balsorano rilevati dall'Istat al 31 dicembre 2020 erano 120, pari circa al 3,5% della popolazione residente.

### Tradizioni e folclore

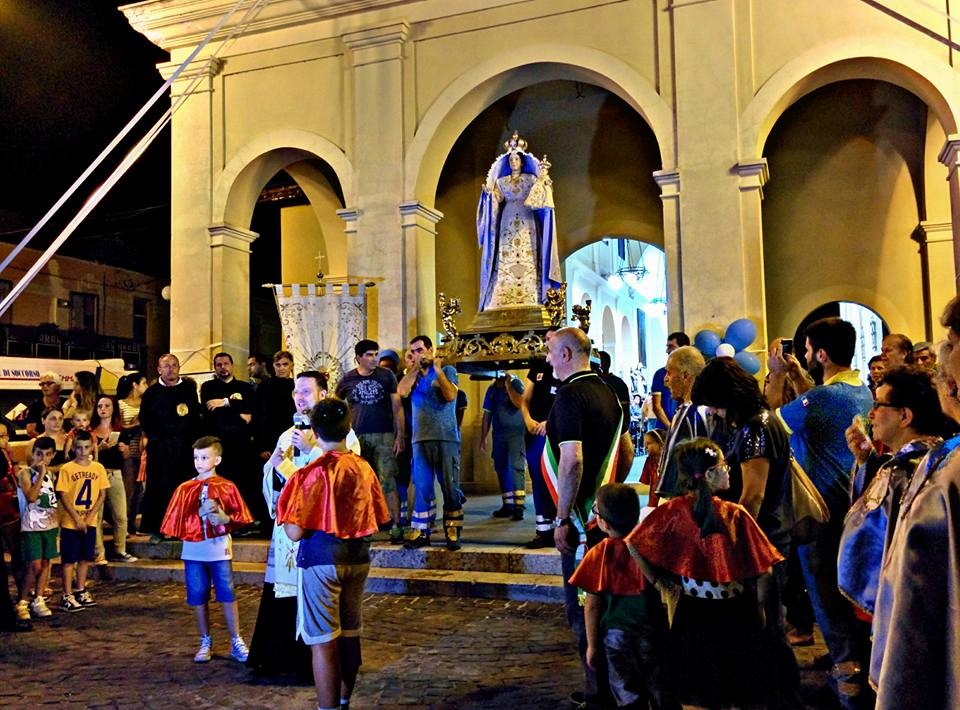
Processione con la statua della Madonna delle Grazie di Roccavivi

Il 23 aprile di ogni anno si celebra la festa patronale in onore di san Giorgio, patrono del comune di Balsorano.

## Cultura

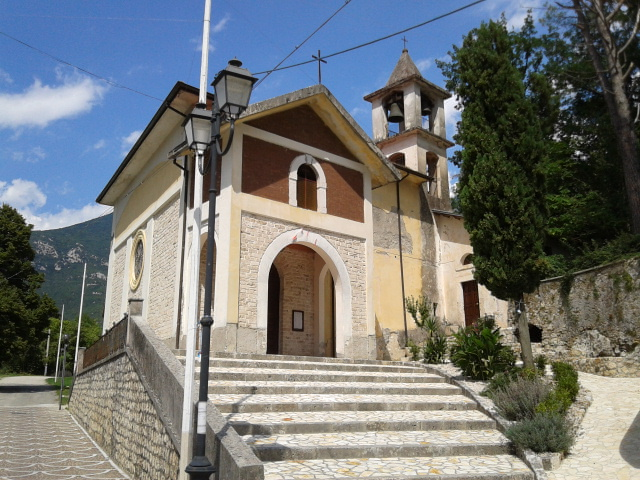
Chiesa di San Rocco a Balsorano Vecchio

### Musei
Il museo della pastorizia è collocato in alcuni locali della stazione ferroviaria. Il museo, dedicato alla transumanza e all'arte spontanea delle genti marsicane, ospita utensili e attrezzi utilizzati nel corso dei secoli da contadini e pastori. In altre due sale si trovano la sezione numismatica e quella dedicata ai treni e alle ferrovie.

### Cinema
Presso il castello Piccolomini sono stati girati diversi film a cominciare dagli anni Sessanta come La cripta e l'incubo di Camillo Mastrocinque, Il boia scarlatto diretto da Massimo Pupillo, 7 donne d'oro contro due 07 di Vincenzo Cascino e tanti altri inclusi Farfallon con Franco Franchi e Ciccio Ingrassia e alcuni film hard con protagonista l'attore abruzzese Rocco Siffredi.

## Geografia antropica

### Frazioni

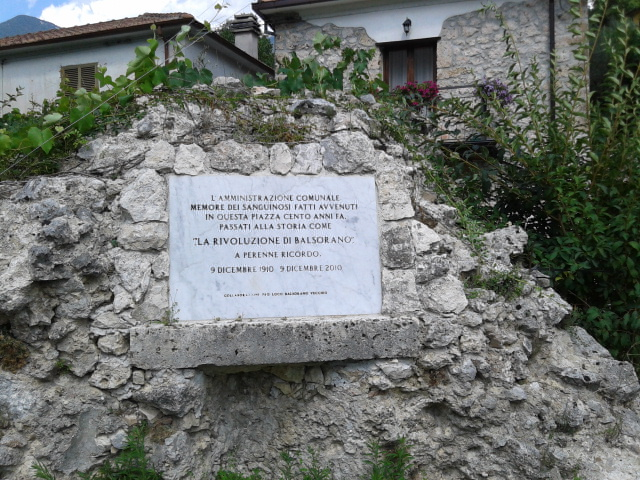
Targa ricordo della "Rivoluzione di Balsorano"

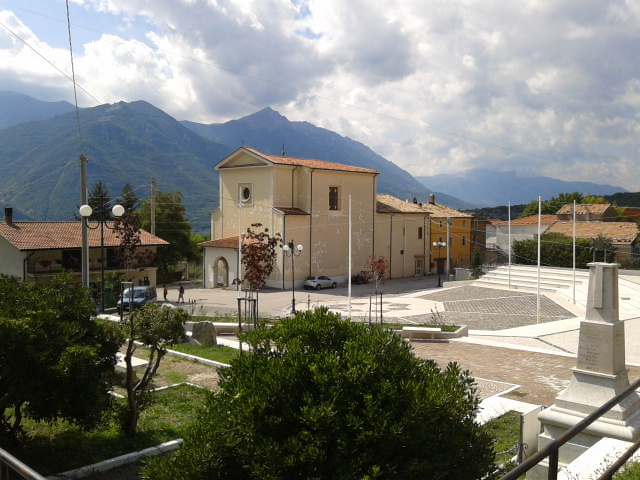
Piazza centrale di Ridotti e chiesa di Santa Maria dei Sassi

#### Collepiano
Piccolo paese situato alle pendici dei monti Serra Alta e Sambucito (detto anche monte San Bucito), nei pressi del confine meridionale del territorio comunale che segna la linea di demarcazione delle regioni Abruzzo e Lazio. Oltre alla piccola chiesa di Sant'Agata il territorio si caratterizza per la presenza in altura, in località Solagna delle Riconche, dell'eremo di San Giovanni Battista e a valle, nei pressi del fiume Liri in località Lazzaretto, dei ruderi dell'antica chiesa di Santa Maria delle Grazie. Il piccolo centro è dominato dalle vette della catena montuosa della Serra Lunga. La santa patrona di Collepiano, Sant'Agata, viene celebrata annualmente durante il periodo estivo.

#### Ridotti
La frazione di Ridotti si trova a sud del capoluogo comunale. Il paese, unitamente ad alcuni casali, si è sviluppato intorno alla chiesa di Santa Maria dei Sassi, citata per la prima volta nella raccolta delle decime vaticane del 1308, in seno alle pertinenze della diocesi di Sora. L'edificio religioso originario fu edificato presumibilmente nel corso del XIII secolo. Nel Seicento i conti dei Marsi, signori della contea di Celano e della baronia di Balsorano abbellirono la chiesa con diverse decorazioni. L'edificio di culto, distrutto dal sisma del 1915 venne riedificato nel corso del XX secolo. La struttura presenta una pianta a croce latina. Lungo la strada n. 82 della Valle del Liri è collocata la fermata ferroviaria di Ridotti-Collepiano.

#### Altre frazioni
- Balsorano Vecchio
- Collecastagno

#### Località
- Case Castella (o Casa Castella), Case Alfonsi, Case Catena, Case Cerroni (o Case Cerrone), Case Cipriani, Case di Norcia, Case Giovannangeli, Case Giovannone, Case Marconi, Case Martinelli, Case Pelagalli, Case Pistola, Casino Villa, Fossato di Sasso, Fosse, Le Castella, Le Fosse, Noce Grande, Ponte e Selva di Collepiano (o semplicemente Selva)[39].

## Economia

### Turismo
Balsorano fa parte dell'associazione nazionale Borghi autentici d'Italia.

## Infrastrutture e trasporti

### Strade
La strada statale 690 Avezzano-Sora, detta anche Superstrada del Liri, presenta nel territorio comunale due svincoli: Balsorano e Ridotti.
La strada statale 82 della Valle del Liri: collega Balsorano con Avezzano, in direzione nord, con Sora e Cassino nel Lazio meridionale, in direzione sud.

### Ferrovie
Nel territorio comunale ci sono due stazioni: la stazione di Balsorano e la stazione di Ridotti-Collepiano, entrambe poste lungo la ferrovia Avezzano-Roccasecca.

### Mobilità interurbana
Balsorano è servito da collegamenti autobus TUA per Avezzano, Sora, Cassino e Napoli.

## Amministrazione
Sul sito del Ministero dell'interno sono disponibili i dati di tutte le elezioni amministrative di Balsorano dal 1985 ad oggi.
| Periodo         | Periodo         | Primo cittadino           | Partito                       | Carica            | Note          |
| --------------- | --------------- | ------------------------- | ----------------------------- | ----------------- | ------------- |
| 27 giugno 1965  | 1985            | Diego Ruggeri             | Lista civica                  | Sindaco           | [ 42 ]        |
| 11 giugno 1985  | 1990            | Guido Laurini             | Lista civica                  | Sindaco           | [ 42 ]        |
| 1990            | 1991            | Francesco Tuzi            |                               | Sindaco           | [ 42 ]        |
| 1991            | 1991            | Domenico Scacchi          |                               | Assessore anziano | [ 42 ]        |
| 1993            | 1995            | Francesco Tuzi            | Lista civica                  | Sindaco           | [ 42 ]        |
| 23 aprile 1995  | 25 ottobre 1997 | Eduardo Rotondi           | Lista civica                  | Sindaco           | [ 43 ] [ 44 ] |
| 26 ottobre 1997 | 24 maggio 1998  | Antonella Buffone         | Lista civica                  | Assessore         | [ 42 ]        |
| 25 maggio 1998  | 28 maggio 2002  | Armando Margani           | Lista civica                  | Sindaco           | [ 45 ]        |
| 28 maggio 2002  | 29 maggio 2007  | Armando Margani           | Lista civica di centro-destra | Sindaco           | [ 46 ]        |
| 29 maggio 2007  | 8 maggio 2012   | Francesca Maria Siciliani | Lista civica                  | Sindaco           | [ 47 ]        |
| 8 maggio 2012   | 11 giugno 2017  | Mauro Tordone             | Lista civica Balsorano unita  | Sindaco           | [ 48 ]        |
| 12 giugno 2017  | 12 giugno 2022  | Antonella Buffone         | Lista civica Balsorano libera | Sindaco           | [ 49 ]        |
| 13 giugno 2022  | in carica       | Antonella Buffone         | Lista civica Balsorano libera | Sindaco           |               |

### Gemellaggi
- Horodniceni, dal 2011[50];
- Gravina in Puglia, dal 2013[51]

### Altre informazioni amministrative
Il comune fa parte della comunità montana Montagna Marsicana.

## Sport

### Calcio
La squadra di calcio del paese, l'U.S. Balsorano, ha militato per diverse stagioni nel torneo abruzzese di Promozione. La società è stata fondata nel 1966 e gioca le gare casalinghe allo stadio con campo in erba sintetica intitolato ad Alfio Tuzi.